# 1789
Theo lịch Gregory, năm 1789 là năm thường bắt đầu từ ngày Thứ năm. 

## Sự kiện

### Tháng 1
- Quang Trung, vị vua triều Tây Sơn, chỉ huy quân đội của mình tiêu diệt 20 vạn quân nhà Thanh, Trung Quốc trong trận Ngọc Hồi - Đống Đa.

### Tháng 2
- Ngày 4: George Washington được Đại hội đại biểu cử tri nhất trí bầu làm Tổng thống đầu tiên của Hợp chúng quốc Hoa Kỳ

### Tháng 7
- Ngày 14: Cách mạng Pháp thành công.

### Tháng 8
- Ngày 7: Bộ Chiến tranh Hoa Kỳ được chính thức thành lập.
- Cuối tháng 8 năm 1789, Quốc hội Pháp thông qua Tuyên Ngôn Nhân quyền và Dân quyền, nêu khẩu hiệu nổi tiếng :"Tự do - Bình đẳng - Bác ái".

## Sinh
- 4 tháng 1: Benjamin Lundy, Nhà hoạt động bãi nô người Mỹ (mất 1839)
- 21 tháng 1: William Machin Stairs, thương nhân người Canada (mất 1865)
- 16 tháng 3: Georg Ohm, Nhà vật lý người Đức, người tìm ra định luật Ohm (mất 1854)
- 17 tháng 7: John Martin, Họa sĩ người Anh (mất 1854)
- 21 tháng 8: Augustin Louis Cauchy, Nhà toán học người Pháp (mất 1857)

## Mất
- 7 tháng 4: Abdulhamid I, Hoàng đế của Đế quốc Ottoman (sinh 1725)
- Lý Hóa Long, võ tướng nhà Thanh, chết trận tại Việt Nam